# استونکرست (جورجیا)
استونکرست (به انگلیسی: Stonecrest) یک منطقهٔ مسکونی در ایالات متحده آمریکا است که در شهرستان دیکلب، جورجیا واقع شده است. استونکرست ۲۶۹٫۱۴ متر بالاتر از سطح دریا واقع شده است.